# 다음 침공은 어디?
《다음 침공은 어디?》(Where to Invade Next)는 2015년 공개된 미국의 다큐멘터리 영화이다.

## 출연

### 주연
- 마이클 무어